# های مون استودیوز
های مون استودیوز (انگلیسی: High Moon Studios) شرکت بازی ویدئویی آمریکایی است، که در سال ۲۰۰۱ تأسیس شد.